# Primula hirsuta
Espèce
Classification APG III (2009)
La Primevère hérissée ou Primevère hirsute (Primula hirsuta) est une espèce de plantes à fleurs de la famille des Primulacées.
C'est une plante herbacée originaire des Alpes.